# Дембняк (гміна Уязд)
Дембняк (пол. Dębniak) — село в Польщі, у гміні Уязд Томашовського повіту Лодзинського воєводства.
Населення — 254 особи (2011).
У 1975-1998 роках село належало до Пйотрковського воєводства.

## Демографія
Демографічна структура станом на 31 березня 2011 року:
|          | Загалом | Допрацездатний вік | Працездатний вік | Постпрацездатний вік |
| -------- | ------- | ------------------ | ---------------- | -------------------- |
| Чоловіки | 131     | 27                 | 96               | 8                    |
| Жінки    | 123     | 23                 | 75               | 25                   |
| Разом    | 254     | 50                 | 171              | 33                   |